# Can Torrella
Can Torrella és una obra del municipi de Castellar del Vallès (Vallès Occidental) inclosa en l'Inventari del Patrimoni Arquitectònic de Catalunya.

## Descripció
Es tracta d'una masia de planta rectangular que presenta la tipologia i estructura arquitectònica de la masia clàssica (grup II de la classificació arquitectònica de Josep Danés) amb coberta a dos aiguavessos i carener perpendicular a la façana.
El seu frontis, asimètric, presenta murs de pedra amb restes d'un antic contrafort a nivell de la planta baixa, tan ample que hi permet la ubicació d'una finestra. El portal adovellat, amb arc de mig punt, es troba inscrit en la crugia lateral dreta, flanquejada per dos pedrissos.
En el pis superior hi ha finestres distribuïdes seguint l'alternança dels elements de la planta baixa. Les finestres són emmarcades per blocs de pedra massissa i tancades per reixes. Sota el teulat s'aprecia la inexistència d'obertures per les golfes i la palla. El ràfec, de poc voladís manté una decoració amb teules arrebossades, formant una línia de dibuixos geomètrics.

## Història
Aquesta masia ve citada documentalment del segle xv. Joan Torrella era l'amo l'any 1542. Va ser habitada per la família Torrella fins a finals del segle xix. Gabriel Torrella fou batlle de Castellar del Vallès a finals del segle xviii.